# Château de Maisons
Pour les articles homonymes, voir Laffitte.
Le château de Maisons, communément appelé château de Maisons-Laffitte, situé à Maisons-Laffitte dans le département des Yvelines, est considéré comme un chef-d'œuvre de l'architecture civile du XVIIe siècle. Constituant une référence dans l'histoire de l'architecture française, et associé au nom de François Mansart, il marque la transition entre l'architecture de la renaissance tardive et celle du classicisme.

## Histoire
L'histoire du domaine de Maisons-sur-Seine est très liée à celle de la famille de Longueil, une famille de parlementaires appartenant à la noblesse de robe.

### Famille de Longueil (1390 à 1731)
En 1390, la seigneurie de Maisons est achetée par Jean II de Longueil. Frère du cardinal de Longueil, Jean II de Longueil est un homme considérable, possesseur de grands biens, seigneur de Varangeville, d'Offranville, etc., et du Rancher, du chef de sa femme Jeanne Bouju, dame du Rancher (1350-1430), fille de Jacques Bouju, seigneur du Rancher, conseiller au Parlement de Paris.
En 1460, Jean III de Longueil, fils de Jean II de Longueil et de Jeanne Bouju, dame du Rancher, achète d'autres terres dépendant de la seigneurie de Maisons, divisée au cours du XIVe siècle.
En 1602, Jean VIII de Longueil se porte acquéreur de terres qui doubleront l'étendue de la seigneurie de Maisons.
Le 18 octobre 1608, le dauphin de France Louis, alors âgé de sept ans, est reçu à Maisons-sur-Seine par Jean VIII de Longueil pour une collation dans le parc. Le dauphin revient en visite le 6 septembre 1609. À partir de 1610, alors même qu'il est devenu roi, sous le nom de Louis XIII, il rend régulièrement visite à Jean VIII de Longueil en sa terre de Maisons à l'occasion de chasses suivies de repas ou de collations.
En 1629, René de Longueil hérite de la fortune et des biens de Jean VIII, son père. En homme politique avisé des affaires de son temps, le potentiel de la seigneurie de Maisons ne lui échappe pas : proche à la fois de la capitale royale et du château de Saint-Germain-en-Laye, résidence de chasse favorite du roi Louis XIII.
À partir des années 1640, René de Longueil consacre une partie de sa fortune, dont la conséquente dot reçue de son épouse Madeleine Boulenc de Crèvecœur (décédée depuis 1636), à la construction d'une demeure fastueuse, à même de recevoir le roi. La construction du château proprement dit s'achève vers l'année 1650, mais plusieurs autres structures et aménagements (grandes écuries, jardins, entrées du parc...) seront achevés durant les deux décennies suivantes.
Sur la foi des témoignages des contemporains, le bâtiment est attribué à l'architecte François Mansart. Aucun document ne corrobore cette attribution, en dehors d'un paiement de 26 000 livres effectué par René de Longueil au profit de François Mansart en 1657, a priori après l'achèvement du château. Néanmoins, elle est affirmée par un pamphlet intitulé « La Mansarade » qui accuse l'architecte de s'être rendu compte, après avoir fait élever le premier étage, qu'il avait commis une erreur dans ses plans et d'avoir fait abattre tout ce qui avait été construit pour tout recommencer. Charles Perrault attribue également Maisons à François Mansart : « Le château de Maisons, dont Mansart a fait tous les bâtiments et les jardinages, est d'une beauté si singulière qu'il n'est point d'étranger qui ne l'aille voir comme l'une des plus belles choses que nous ayons en France. » Perrault souligne que l'architecte avait l'habitude de faire refaire parfois plusieurs fois certaines parties de ses bâtiments, à la recherche de la perfection.
Le 18 avril 1651, le roi Louis XIV, alors âgé de 13 ans, profite de l'occasion d'une chasse en forêt de Saint-Germain pour rendre visite à René de Longueil qui le reçoit à diner en son château de Maisons. Cette visite est rendue par le souverain au seigneur de Maisons, qui est aussi capitaine des domaines de chasse de Versailles et Saint-Germain-en-Laye, à l'occasion de son accession à la surintendance des finances du royaume de France. Le roi reviendra le 20 avril, pour une fête somptueuse, accompagné de son frère et de leur mère Anne d'Autriche, alors reine-régente .
Après s’être vu retirer son poste de surintendant, René de Longueil est condamné à l’exil à Maisons-sur-Seine, dont il augmente le domaine par l'achat de petites seigneuries voisines. Revenu en grâce auprès du roi en 1656, René de Longueil voit sa terre de Maisons-sur-Seine être érigée en marquisat en 1658.

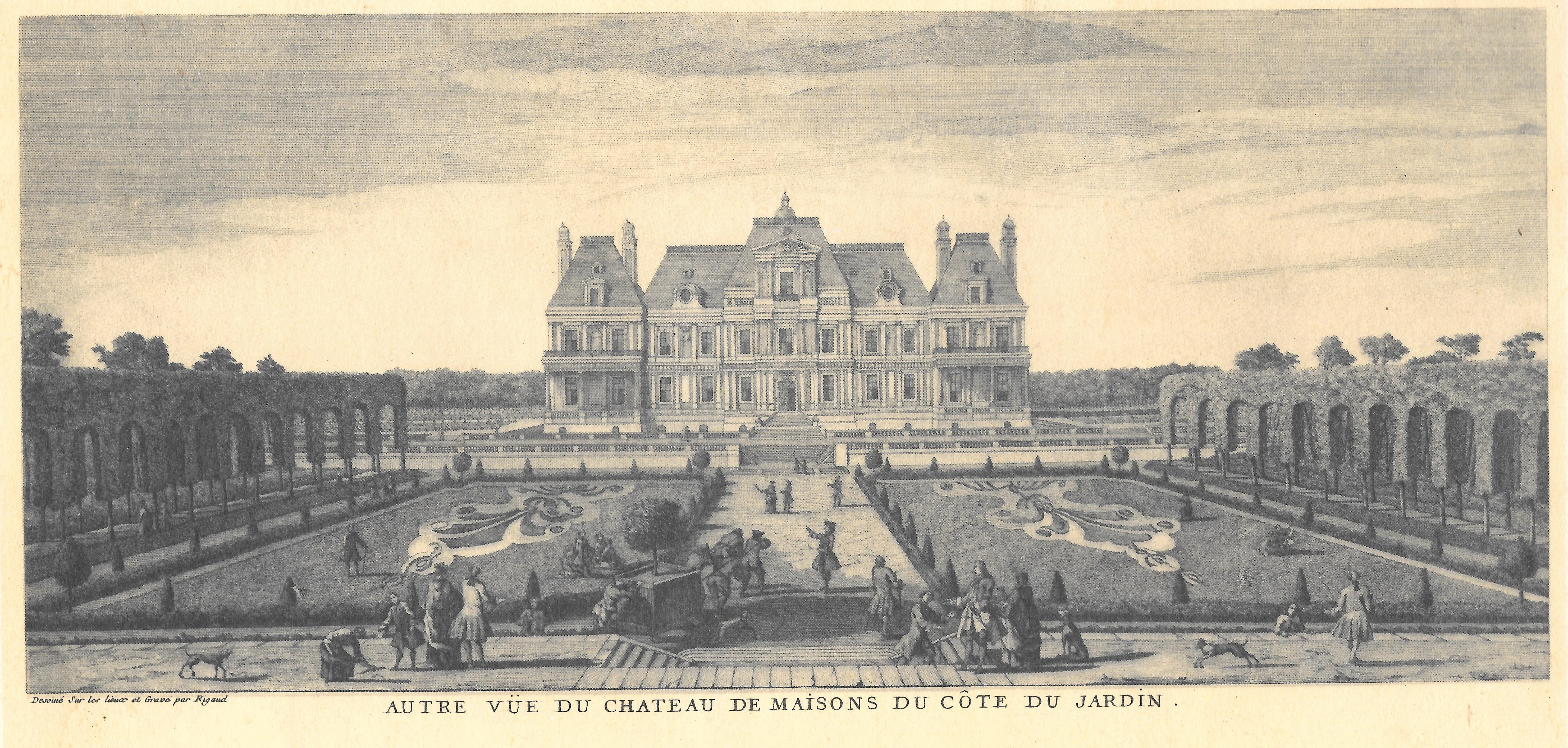
Gravure de Jacques Rigaud (1680-1754).
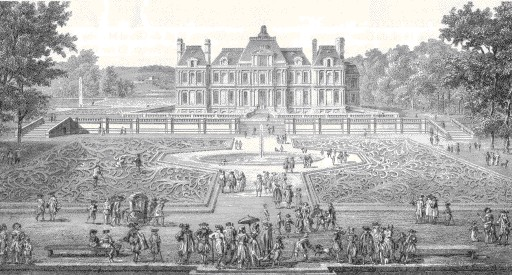
Vue du jardin et du château de Maisons au XVIIe siècle.

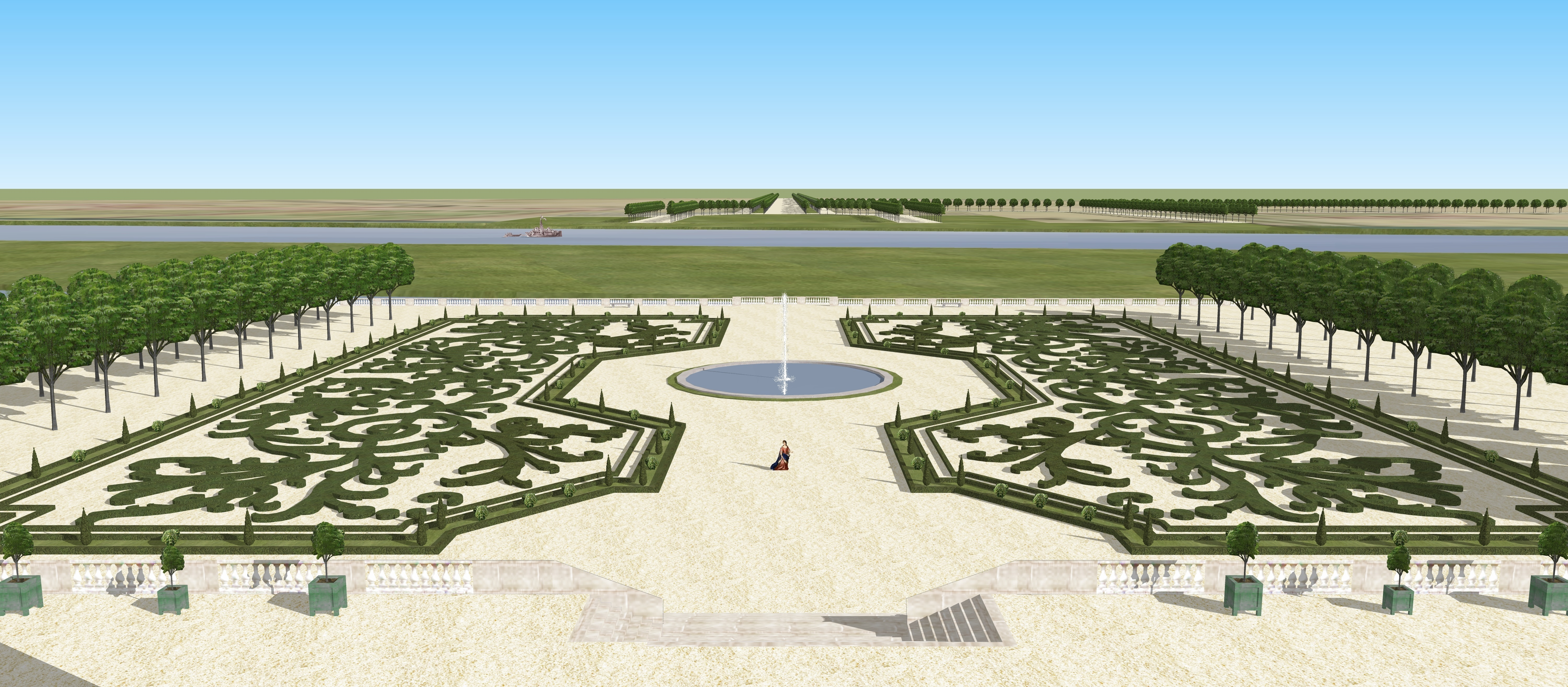
Vue sur le parterre du château de Maisons au XVIIe siècle, depuis le premier étage.
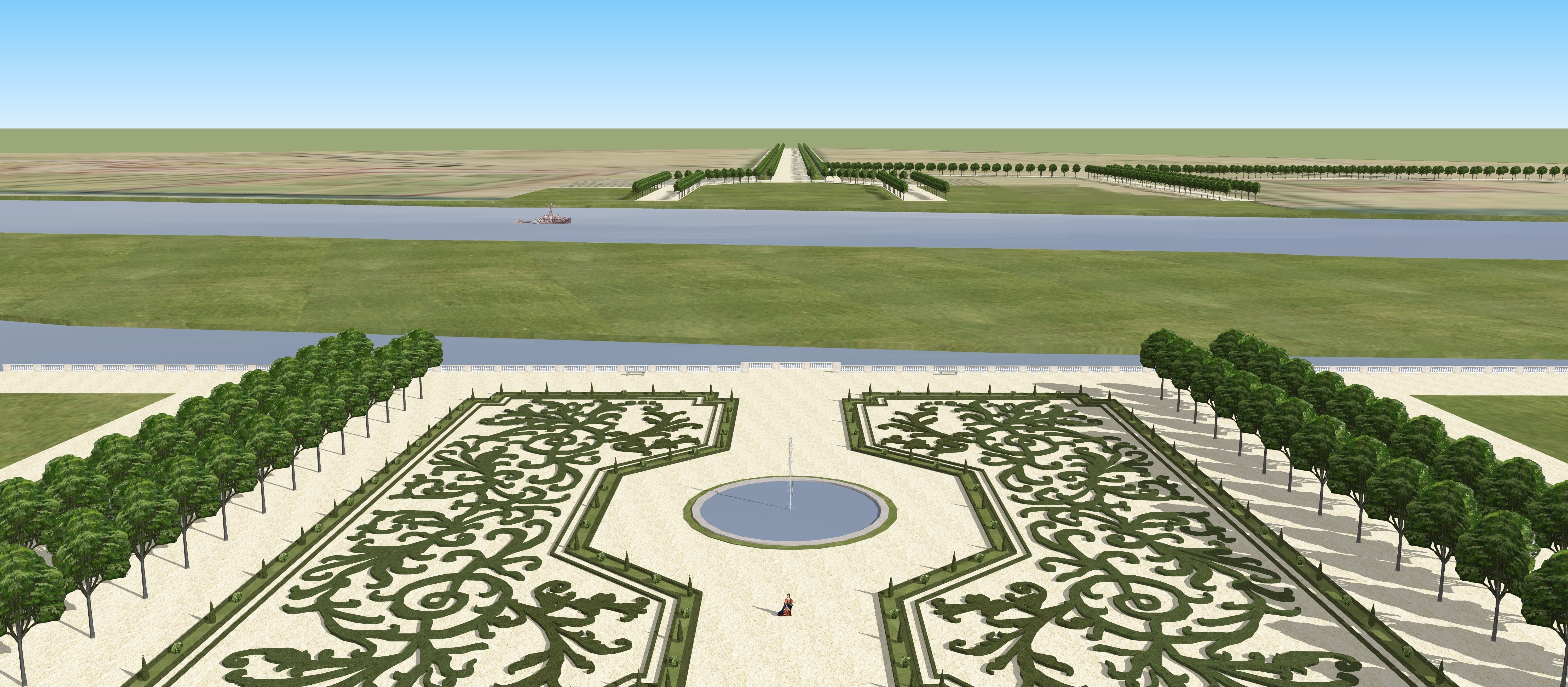
Vue restituée depuis le Belvédère du château de Maisons au milieu du XVIIe siècle.

Le 22 août 1662, le roi Louis XIV et la reine, son épouse Marie-Thérèse d'Autriche, viennent visiter le château de Maisons alors qu'ils séjournent au château de Saint-Germain-en-Laye. Ils sont reçus par René de Longueil et son fils Jean de Longueil, alors chancelier de la reine-mère, Anne d'Autriche.
Le roi Louis XIV, comme son père Louis XIII avant lui, viendra faire quelques courtes visites à Maisons-sur-Seine à l'occasion de chasses ou de déplacements divers tout au long de sa vie (le 3 avril 1669, le 23 avril 1671 et le 3 mai 1680). Une visite royale restera plus mémorable que les autres, celle des 11 et 12 juillet 1671. De retour des Flandres, le roi Louis XIV accompagné de son épouse, Marie-Thérèse d'Autriche, et de son frère, Philippe d'Orléans, est reçu le 11 juillet à Maisons-sur-Seine par la famille de Longueil et par Marie-Louise d'Orléans, venue les rejoindre avec sa gouvernante, la maréchale de Clérambault. Les membres de la famille royale restent dormir à Maisons avant de reprendre la route de Versailles le lendemain . Cette visite est la seule qui a vu un membre de la famille royale dormir au château.
À la mort de René de Longueil, en 1677, l'immense chantier qu'il avait initié est achevé.
En 1723, lors de l’une de ses visites à Jean-René de Longueil, Voltaire tombe malade et est soigné sur place aux frais de son hôte. Il est logé dans une chambre au-dessus de celle de la reine. Remis de son mal, Voltaire quitte le château, avant d’apprendre que la chambre qu’il occupait vient d'être dévastée par un incendie. Cet accident, en plus de toucher la chambre qu’il occupait, ravage la pièce du dessous et détruit le décor qui l'ornait.

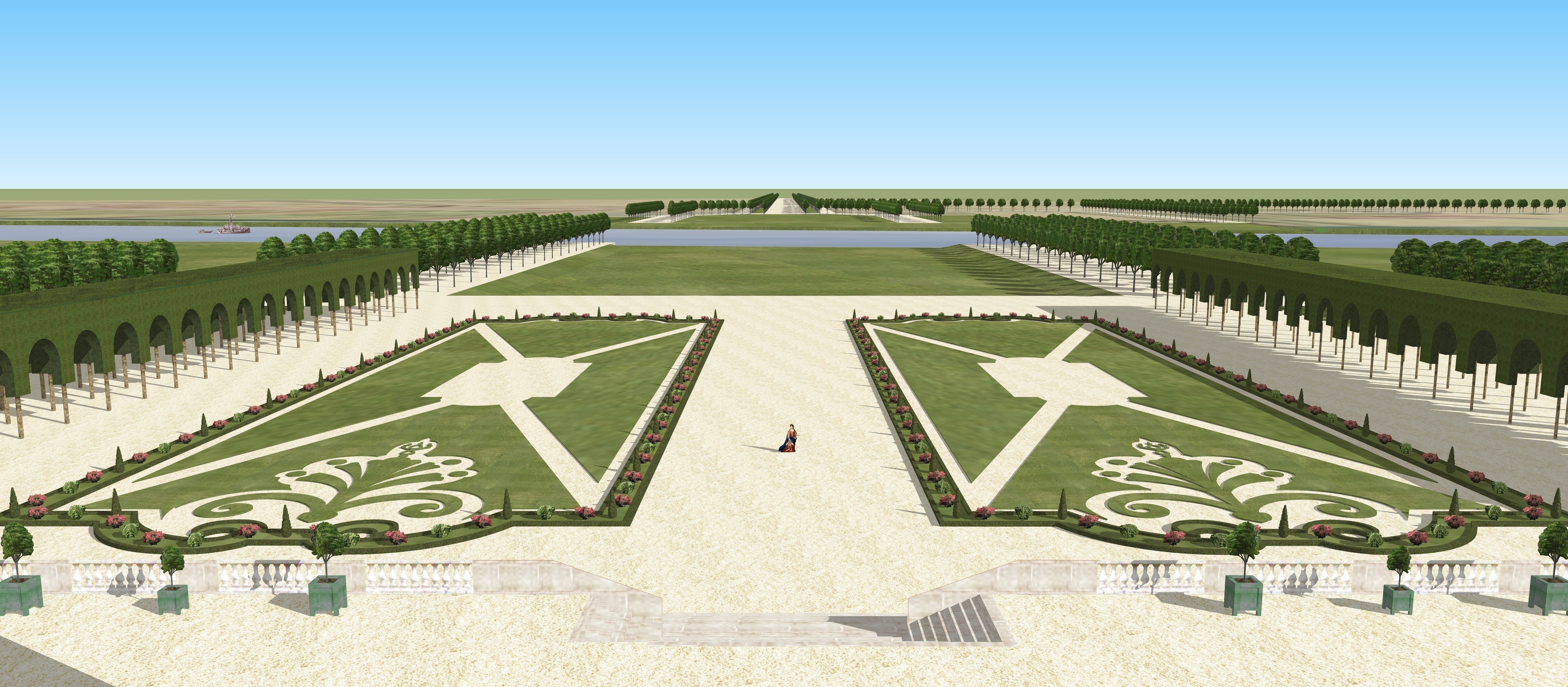
Restitution des jardins du château de Maisons au XVIIIe siècle. Vue depuis le premier étage.
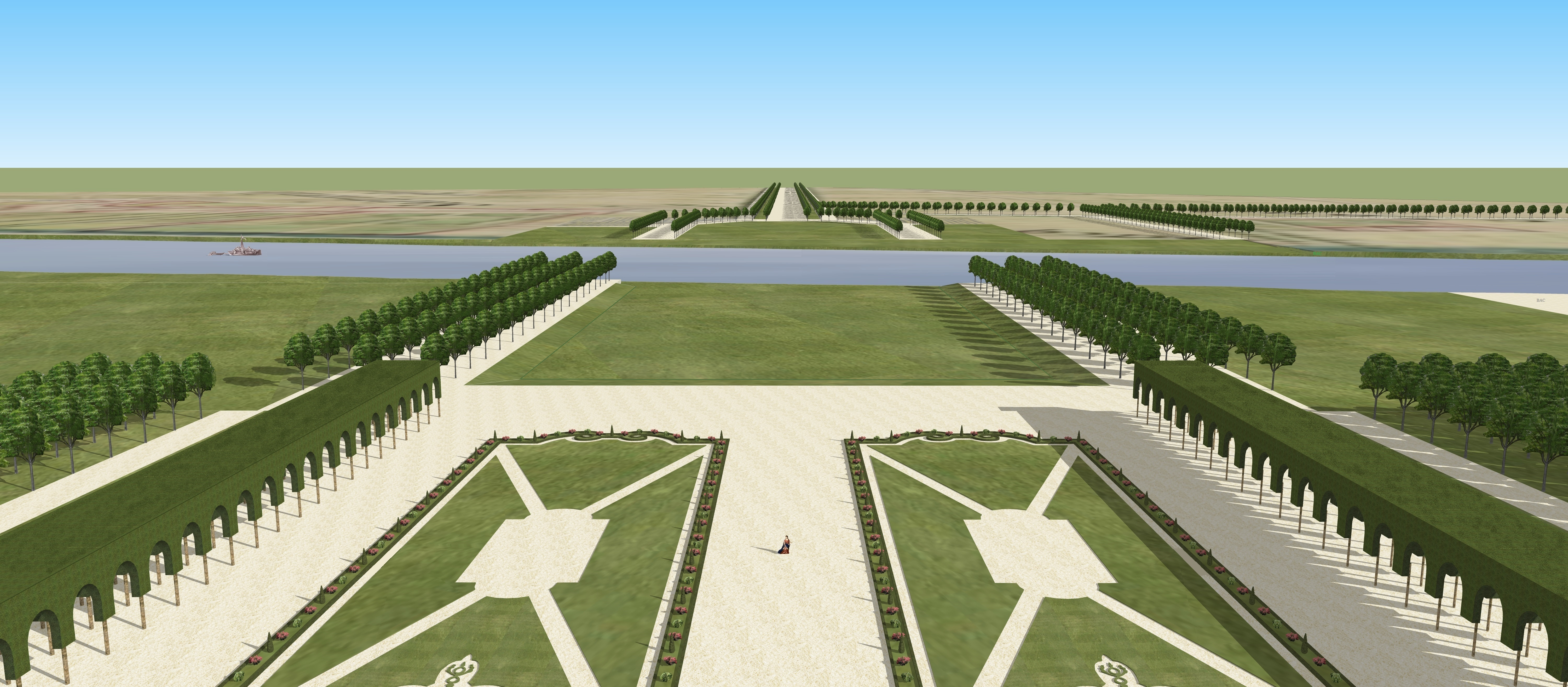
Restitution du paysage depuis le Belvédère du château de Maisons au XVIIIe siècle.

La seigneurie reste dans la descendance directe de René de Longueil jusqu'à son arrière petit-fils, Jean-René de Longueil, président à mortier au Parlement de Paris, membre de l'Académie des Sciences, mort prématurément en 1731, en laissant un fils, mort enfant en 1732. Le domaine passe à sa cousine, Marie-Renée de Belleforière de Soyecourt, aussi arrière-petite-fille de René de Longueil, qui donne le château à son propre petit-fils, Louis-Armand de Seiglière de Belleforière, marquis de Soyécourt (1722-1790), à l'occasion de son mariage. Ce dernier, criblé de dettes, cherche, peu de temps après la mort de sa grand-mère, en 1739, à se défaire du marquisat.
En mai 1747, le château est visité par Louis XV. La marquise de Pompadour cherche une demeure en bordure de Seine, elle est alors tentée d’acheter le domaine. Le château est alors en fort mauvais état, surtout depuis l'incendie survenu en 1723 dans un des pavillons latéraux. Le roi confie le projet de restauration et de modification du château à l'arrière-petit-neveu de François Mansart, Jacques Hardouin-Mansart de Sagonne. Mais soucieux de ne pas engager trop de dépenses, le Roi écarte l’idée de cette acquisition. La marquise jettera finalement son dévolu sur Bellevue, près de Meudon. Les modifications envisagées par le dernier Mansart ont été décrites et commentées par Jacques-François Blondel, célèbre théoricien et professeur de l'Académie royale d'architecture et grand admirateur du château, dans son Cours d'architecture.

### Le comte d'Artois (1777-1798)
En 1777, les Belleforière-Soyécourt vendent finalement le château à Charles Philippe, comte d'Artois, frère de Louis XVI et futur Charles X, qui se voit offrir la même année le château de Saint-Germain-en-Laye, dans le cadre de son apanage. Il décide d’installer sa résidence au château de Maisons-sur-Seine, et de réunir les deux domaines afin de se constituer un immense parc. Le château étant en mauvais état et distribué selon d’anciens usages, le comte fait réaliser d'importantes transformations intérieures par son premier architecte, François-Joseph Bélanger, désigné sur les conseils de Marc-René de Voyer d'Argenson, éminent mécène du temps. Ces travaux sont interrompus en 1784 par manque d'argent. Le château, peu entretenu et laissé en chantier, entre dans une nouvelle phase d’abandon et de délabrement.
En 1791, durant la révolution française, le domaine de Maisons-sur-Seine, comme tous les autres biens du comte d’Artois, est saisi comme bien d'émigré, puis vendu comme bien national en 1798 au citoyen Lanchère, fournisseur aux armées de la république.
Ce dernier fait essentiellement usage des grandes écuries, et n’habite pas le château.

### D'un acquéreur à l'autre (1798-1905)
En 1804, le maréchal Jean Lannes se porte acquéreur de l’ensemble du domaine de Maisons-sur-Seine. Il fait réaliser des aménagements dans le parc et fait achever les travaux entamés par le comte d’Artois.
En 1811, la première pierre du pont de Maisons-sur-Seine est posée, entrainant la perte d’une partie des jardins du château. Ce pont ne sera achevé qu’en 1822.
En 1818, Louise de Guéhéneuc, veuve du maréchal depuis 1809, vend le domaine au banquier Jacques Laffitte.
Récompensé pour son rôle dans la révolution de juillet, le banquier devient ministre des finances du roi Louis-Philippe, ce qui l'entraîne à négliger ses affaires personnelles. Contraint de vendre ses biens pour couvrir ses dettes, Laffitte procède dans les années 1830 à un morcellement du parc du château. Il conserve un jardin réduit et fait lotir 307 hectares, soit l’essentiel du grand parc.
Pour attirer les constructeurs, il fait raser les grandes écuries et livre à bas prix les matériaux récupérés.
En 1844, la fille de Jacques Laffitte, Albine Laffitte, hérite du château, avant de le vendre en 1850 à Charles Xavier Thomas de Colmar, assureur et inventeur de l'arithmomètre.
En 1877, les héritiers de Thomas de Colmar cèdent le château au Russe Wilhelm-Tilman Grommé (1836-1900), né à Saint-Pétersbourg de parents protestants d'origine française. Ce peintre fortuné qui fréquenta l'Académie russe des beaux-arts et l'école de Düsseldorf avant de passer à Barbizon y créa une sorte de colonie d'artistes, recevant des peintres nordiques dont ses amis Albert Edelfelt et Gunnar Berndtson, qu'il incita à s'inspirer du domaine dans leurs œuvres; le russe Vassili Verechtchaguine construisit dans le parc un atelier tournant afin de suivre la course du soleil (cf. l'exposition « 1882, un été nordique au château de Maisons », sur place du 12 mars au 27 juin 2022).
Le dernier propriétaire privé du domaine lotit le petit parc et démolit le portail d'entrée de l'avant-cour. Ce qui reste du jardin est alors clos par un portail en fer forgé provenant du château de Mailly-Raineval dans la Somme, qui avait été commandé suivant le cahier des charges initial d'Augustin-Joseph de Mailly alors comte de Mailly. La grille semble, avoir été modifiée en sa partie haute afin d'y accueillir de nouvelles armoiries lors de sa réinstallation, sans jamais être achevée.

### Achat par l'État (1905)

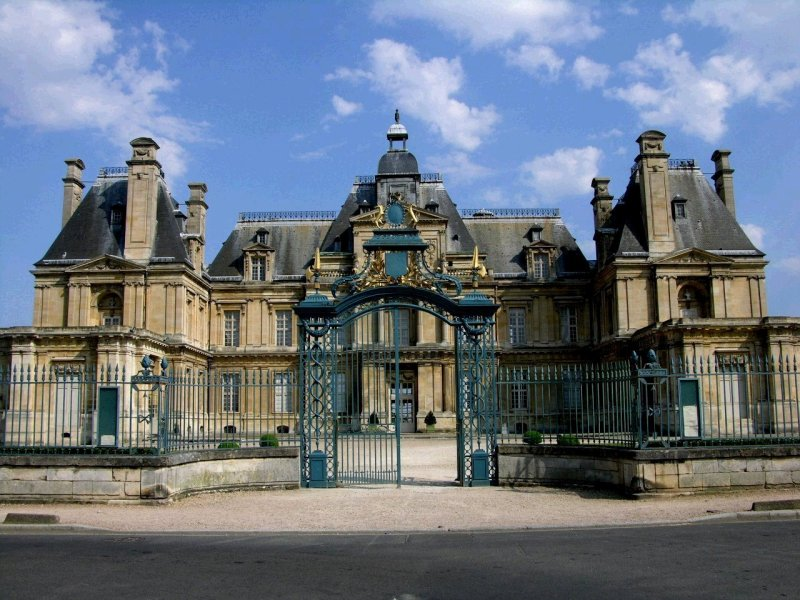
Grille du portail du château de Maisons.

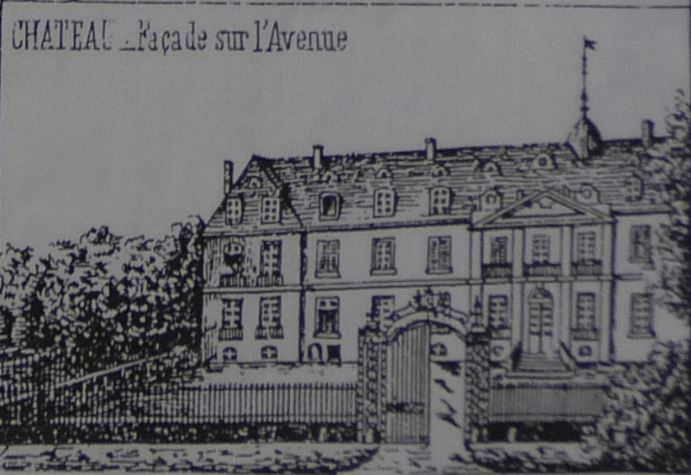
La façade du château de Mailly-Raineval à la fin du XVIIIe siècle avec sa grille en fer forgé.

En 1905, l'État rachète le château pour le sauver de la démolition. Il est classé Monument historique en avril 1914. Le château est ouvert au public depuis le 26 juillet 1912. Il est aujourd’hui géré par le Centre des monuments nationaux.

## Architecture
Magnifiquement situé entre la Seine et la forêt de Saint-Germain-en-Laye, le château de Maisons a été conçu comme la pièce centrale d'une composition paysagère dotée d’une immense perspective. Placé sur un axe est-ouest légèrement décalé, le château expose sa façade côté jardin vers le sud-est et sa façade côté cour vers le nord-ouest.

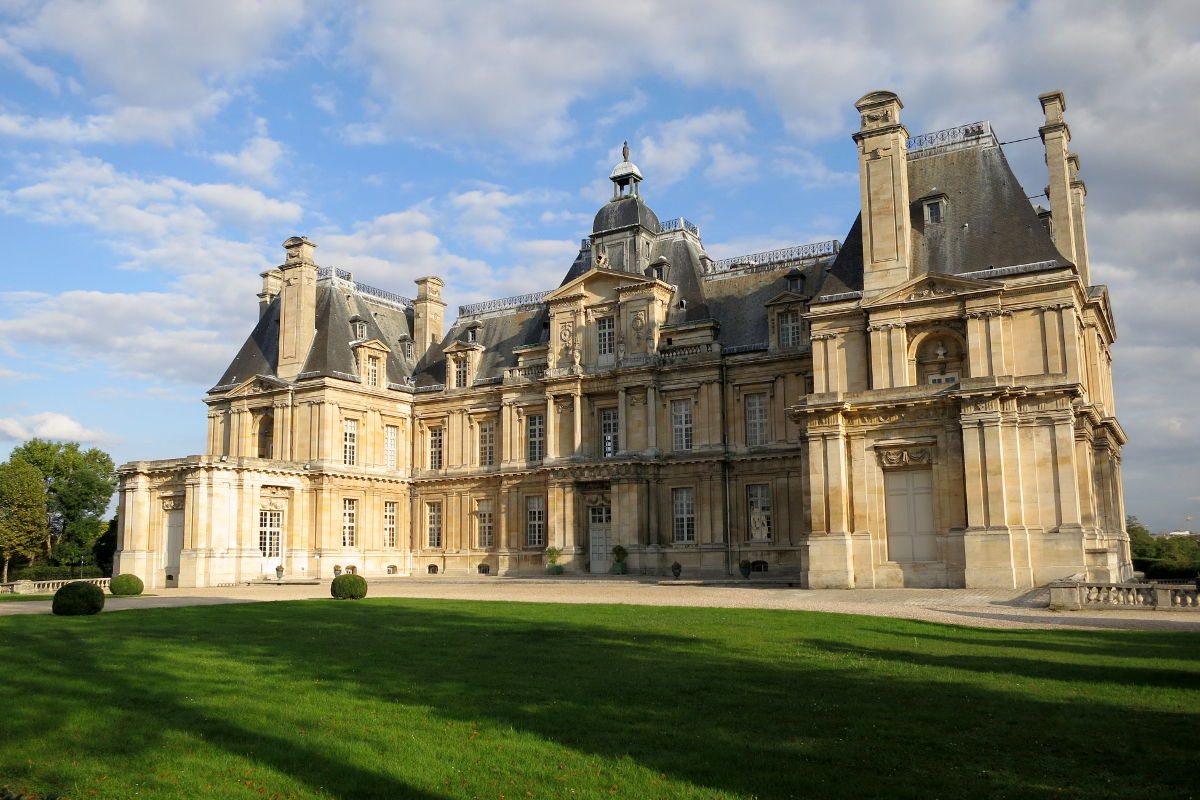
Vue du château de Maisons, côté cour.

### Extérieurs
Le domaine de Maisons couvrait à l’origine toute la partie nord de la ville actuelle de Maisons-Laffitte. On accédait à ce domaine, entouré de murs de pierre, par deux grandes entrées dotées de pavillons : l’entrée « du roi », qui donnait sur la forêt de Saint-Germain à l’ouest ; et l’entrée « du village » qui donnait sur le village mais qui contrairement à son nom ne servait pas aux villageois. Ces entrées se composaient de deux portes latérales encadrant un « saut-de-loup » aussi appelé « ha-ha », un fossé qui permet de fermer un parc sans boucher la vue. Ces entrées donnaient accès à deux grandes allées plantées (actuelles avenue Eglé et avenue Albine).
Le domaine qui entourait la demeure s’étendait sur une très large superficie et se divisait en deux parties :
- Le petit parc, d’une superficie de trente-trois hectares, à l’est du domaine, situé entre la grande avenue partant de la porte du village et le château.
- Le grand parc, d’une superficie de trois cents hectares, à l’ouest du domaine, situé entre la grande avenue partant de la porte du village et la forêt de Saint-Germain.

Les deux avenues se croisaient à l’entrée d’une première avant-cour dotée d’une troisième entrée à pavillons. Suivait une deuxième avant-cour, séparée de la première par une grille, et bordée sur les côtés par les grandes écuries au nord, un « mur renard » au sud (une fausse façade créée dans le but d’installer un effet de symétrie) et un fossé sec à l’ouest. Les grandes écuries, détruites dans les années 1830 par Jacques Laffitte, avaient été édifiées et décorées selon un parti monumental et fastueux, qui annonçait celles des châteaux de Versailles et Chantilly.
Ensuite se dressait la plateforme du château, isolée du reste du domaine par le fossé, dont l’accès se faisait par deux petits ponts : l’un du côté de la seconde avant-cour et l’autre du côté des jardins. Sur cette plateforme se dressait le château à proprement parler précédé d’une dernière cour, la cour d’honneur, fermée par le château sur le côté ouest et par des terrasses hautes sur les trois autres côtés. Entourant la plateforme du château, s’étendait le petit parc, composé de parterres et de bassins placés sur des terrasses descendant jusqu'au fleuve.
Le château en lui-même se compose d’un grand corps de logis en fond de cours flanqué de deux courtes ailes en retour d’équerre. La façade est animée par un jeu d’avant-corps simulés, dans le but de donner l'impression que le château est beaucoup plus grand et massif qu'il ne l'est en réalité. Le décor de la façade, sobre mais fastueux, a été conçu selon une disposition rappelant les œuvres des architectes Pierre Lescot et Philibert Delorme.

#### Grandes Écuries
Datant des années 1650, les grandes écuries de Mansart furent détruites dans les années 1840 par ordre de Jacques Laffitte. Les vestiges sont protégés au titre des monuments historiques : une première inscription en 1947 pour les sols situés au lieu-dit la Grotte puis un classement en 1980 pour les parties subsistantes des écuries, dont le portique et le décor en rocaille de l'abreuvoir dit la Grotte.

#### Mur d'enceinte
Daté du XVIIe siècle, le mur d'enceinte construit sur les dessins de Mansart est en grande partie préservé. Ces vestiges sont inscrits au titre des monuments historiques depuis 1987.

#### Statuaire
De 1912 à 1990, le parc du château accueille les statues La Sincérité de Louis II Lerambert et La Religion de Philippe de Buyster, vestiges du palais des Tuileries. Elles se trouvent désormais au musée du Louvre, galeries du Carrousel.

#### Abords
Certains abords du château sont protégés au titre des monuments historiques : Classements en 1928, 1929, 1957 et inscription en 1957.

### Intérieurs
Le château abrite quatre grands appartements, répartis entre le rez-de-cour et le premier étage. Les appartements du château étaient tous distribués selon le même plan, à part celui du roi qui possédait une distribution qui lui était propre. Ces appartements se constituaient d'une antichambre, d'une grande chambre (ou chambre de parade), d'une petite chambre, d'un cabinet de garde-robe et d'un cabinet de toilette.
Des petits appartements, des logements de serviteurs et des espaces de services se répartissent sur plus d’une dizaine de niveaux (combles, entresols et caves).

#### Vestibule d'honneur

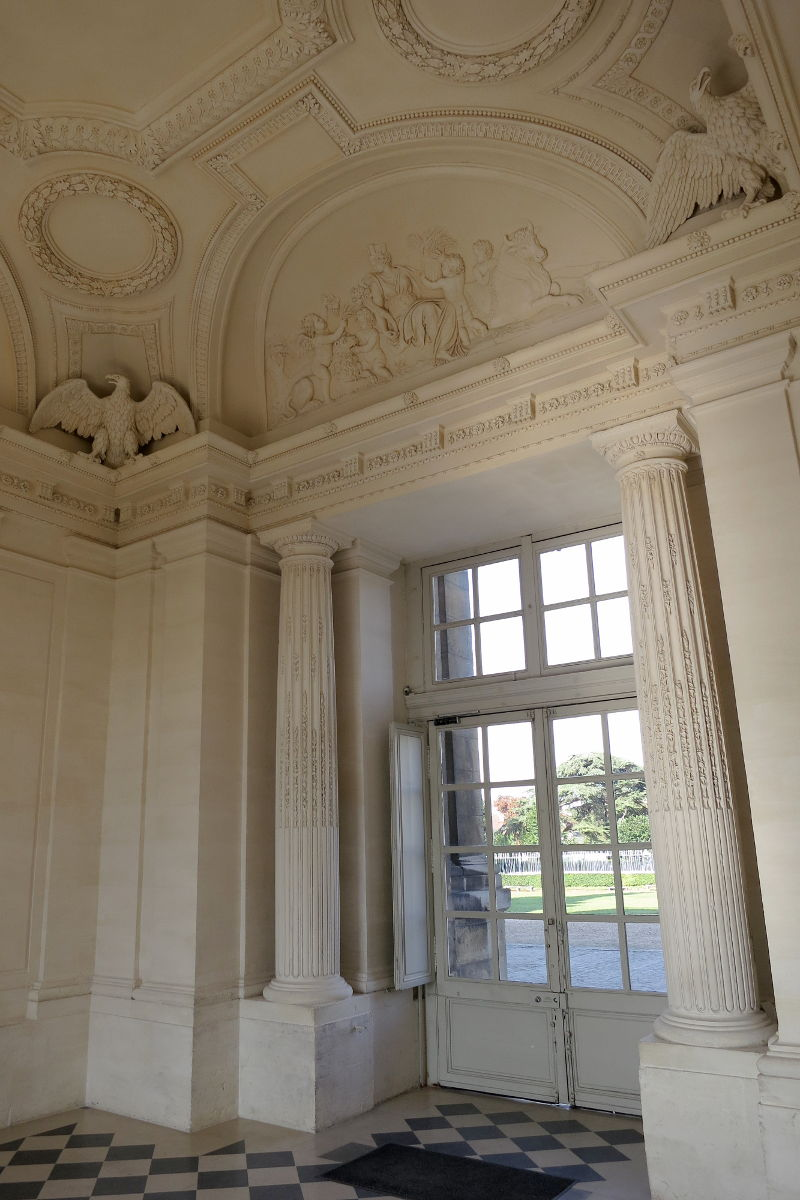
Vue du vestibule d'honneur (porte donnant du côté de la cour).

L’entrée du château se fait par le vestibule d’honneur, à l’origine fermée de grilles de ferronnerie. Déposées en 1791, lors de la mise sous scellés du domaine par les commissaires révolutionnaires, elles sont aujourd’hui exposées à l’entrée de la galerie d’Apollon au musée du Louvre.
Le décor de cette pièce est à la fois somptueux et savant, et fait démonstration de l’art de François Mansart. Ce dernier intègre dans le décor deux éléments empruntés à des prédécesseurs de grand renom : l’entablement est copié sur celui de Michel-Ange au palais Farnèse; les colonnes doriques sont copiées sur celles réalisées par Philibert Delorme au palais des Tuileries. Ces emprunts, loin d’être considérés comme des plagiats, étaient au contraire une démonstration de la culture architecturale de Mansart et une manière de se réclamer de leur descendance artistique.
Les quatre aigles dans les angles jouent sur l’homonymie entre le nom de la famille du constructeur, Longueil, et la réputation des rapaces, appréciés pour leur « long œil ». Cet élément de décor est une sorte de jeu de mots architectural, proche des traditions décoratives de la renaissance.
Les dessus de porte, sculptés par Gilles Guérin sur des dessins de Jacques Sarrazin, représentent quatre divinités romaines associées aux quatre éléments et évoquent la fonction des accès qu’ils surmontent :
- La porte donnant du côté de la cour est dominée par la déesse Cybèle, symbolisant la terre, évoquant le grand parc et les nombreuses terres agricoles de la seigneurie aujourd’hui disparus.
- La porte donnant du côté de la Seine est dominée par le dieu Neptune, symbolisant l’eau, évoquant la présence des bassins, qui ornaient cette partie du jardin, et du fleuve en contrebas.
- La porte donnant sur le grand escalier est dominée par le dieu Jupiter, symbolisant le feu, le dieu évoquant la présence de l’escalier montant aux appartements royaux (appartement du roi et appartement de la reine, actuel appartement "du maréchal Lannes") et l'élément évoquant l'appartement de la maîtresse de maison, symboliquement maîtresse du foyer, ainsi que l'escalier descendant aux cuisines.
- La porte donnant sur le second vestibule est dominée par la déesse Junon, symbolisant l’air, évoquant la présence de l’appartement du maître de maison (René de Longueil avait installé son bureau dans l’antichambre, et l’air dans le système des allégories du XVIIe siècle était associé à la connaissance, au savoir et au travail intellectuel).

#### Escalier d'honneur

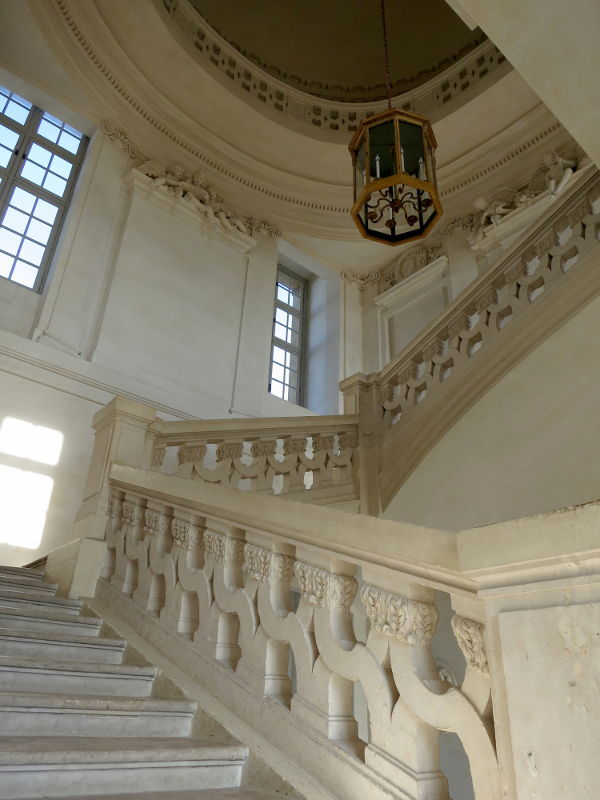

L'escalier d'honneur, réalisé grâce à la technique de la stéréotomie encore peu répandue en France dans les années 1640, constitue l'une des pièces maitresses du décor du château.
Pour accentuer l’aspect grandiose de cet escalier, François Mansart le fait passer d'un plan carré en partie basse à une coupole de forme ovale, en jouant sur la disposition en biais des pilastres ioniques. Par ailleurs, alors que les deux premières volées de marches s'appuient sur un mur, les deux dernières s'appuient sur un simple arc, leur donnant ainsi l'impression d'être suspendues en l'air.
Alors que le premier niveau est dépouillé de tout ornement, le palier d'honneur, desservant les appartements du roi et de la reine, se trouve doté d’un décor très riche, réalisé par Jacques Sarrazin et son atelier : des groupes d'angelots  incarnant les arts, la musique, l'amour, la  guerre et la paix.

#### Appartement du rez-de-cours gauche dit «deRené de Longueil»

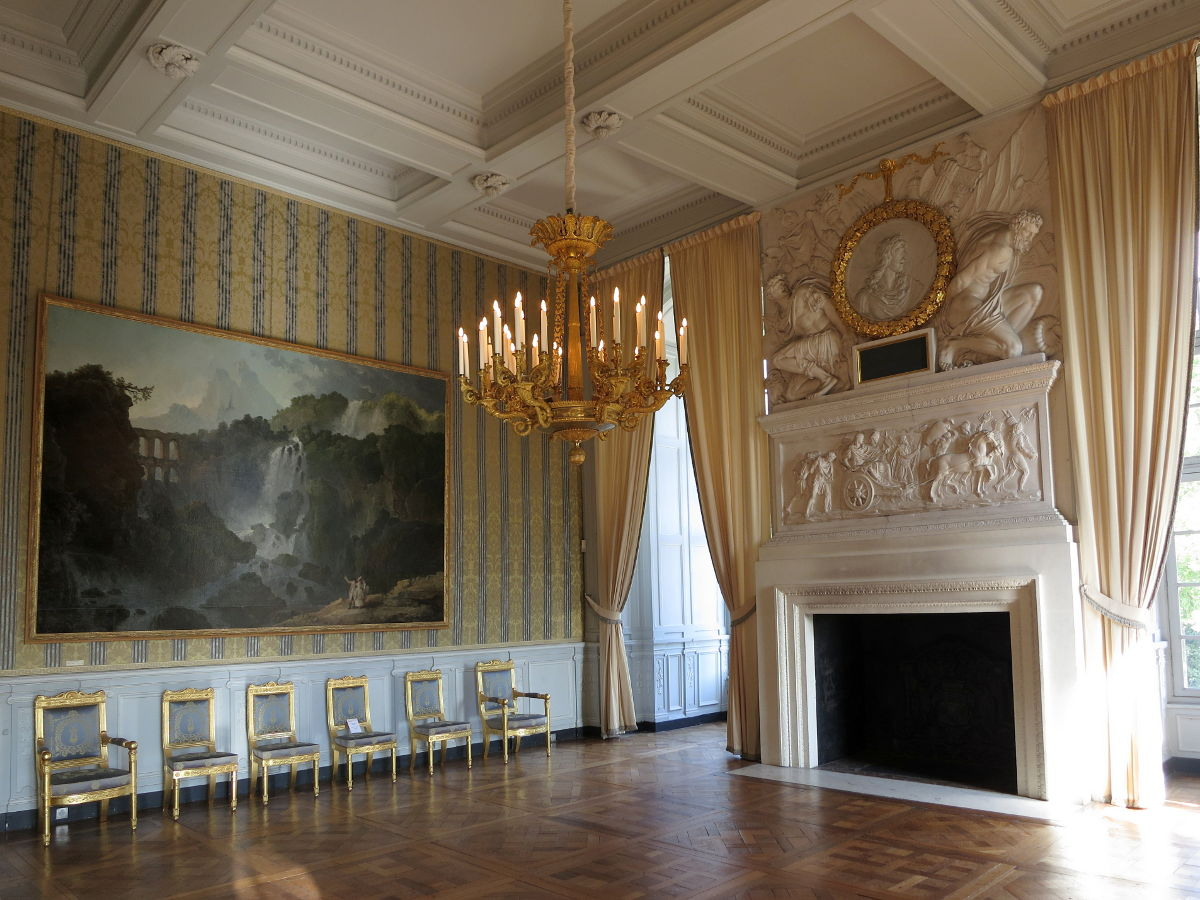
Vue du salon des captifs.

L'appartement situé au rez-de-cours à gauche porte le nom de son premier occupant, le commanditaire de la demeure René de Longueil, mais aussi parfois appelé « appartement des Captifs » en raison du décor de la cheminée de la chambre de parade.
Cet appartement a conservé quelques éléments de son décor d’origine, mais les modifications de la demeure au XIXe siècle et au XXe siècle ont laissé des traces plus ou moins visibles.
Aujourd’hui, cet appartement se compose de trois pièces : 
- le « salon bleu » (qui remplace l’antichambre),

- le « salon des captifs » (qui remplace la chambre de parade),

- la « salle des gravures » (qui remplace la petite chambre)

- et le « cabinet de René de Longueil (qui remplace le cabinet de garde-robe). Le cabinet de toilette qui servait pour cet appartement a été supprimé lors de l’ouverture à la visite du château, et remplacé par des toilettes modernes.

La cheminée de la chambre de parade, réalisée par Gilles Guérin constitue l’élément de décor le mieux préservé de cet appartement. Elle figure sur un médaillon au centre de la partie supérieure le roi Louis XIII entouré de deux captifs. Ces deux prisonniers symbolisent les deux victoires qu'a remportées le roi pendant la Guerre de Trente Ans. La partie centrale représente le triomphe de Louis XIII, assis sur un char suivi de captifs enchaînés. Cette partie du décor est une copie de l'un des bas-reliefs de la colonne Trajane, la seule modification par rapport au modèle d’origine est le remplacement de la tête de l’empereur romain Trajan par celle du souverain français.

#### Appartement du rez-de-cours droit dit «des salles à manger du comte d'Artois»

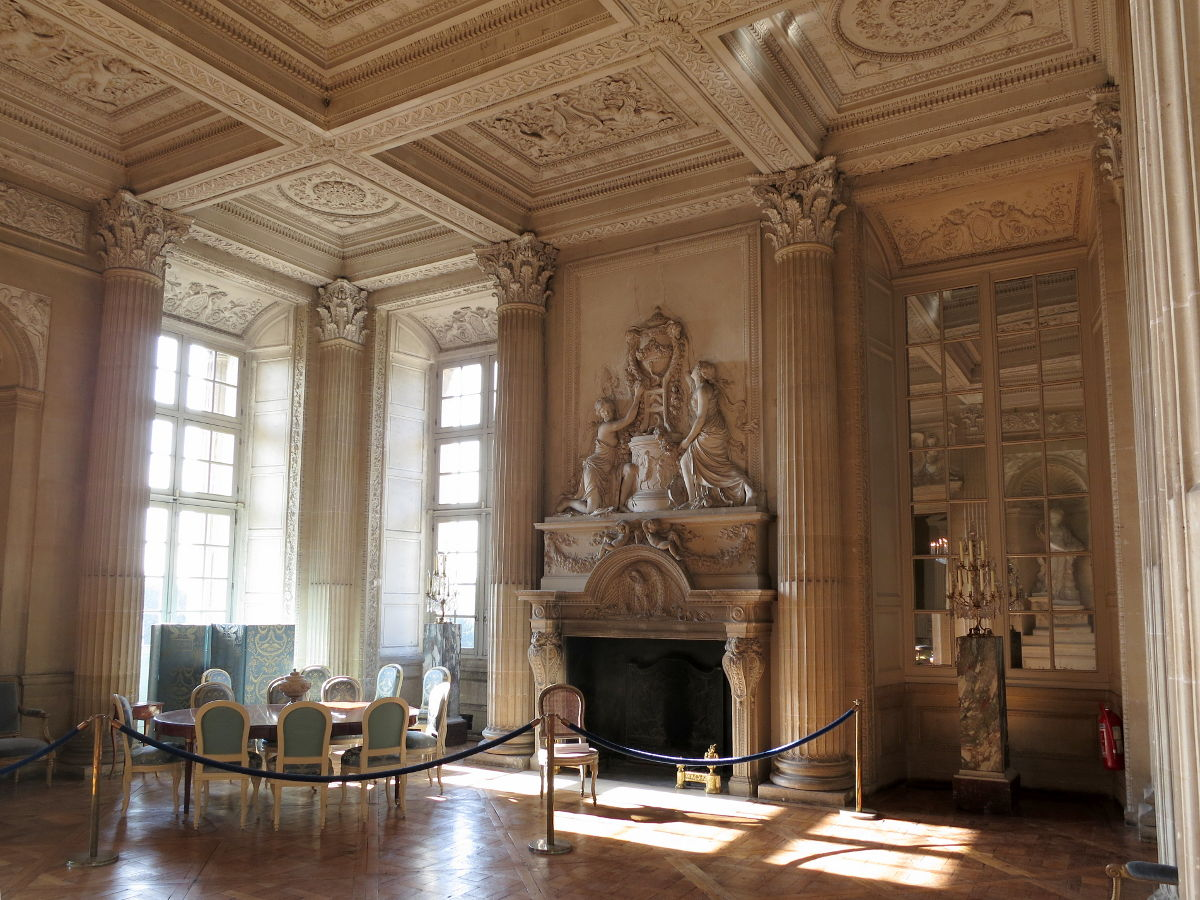
Vue de la grande salle à manger du comte d'Artois.

L'appartement situé au rez-de-cours à droite portait à l'origine le nom « d’appartement de la Renommée », en raison du décor de la cheminée de la chambre de parade.
Le nom actuel de cet appartement, dit « des salles à manger du comte d’Artois », est lié aux travaux engagés par ce dernier dans le but de changer la fonction de ces pièces et d’en faire des espaces dédiés aux repas.
C’est dans l'antichambre de cet appartement qu’était le plus souvent dressée la table depuis le XVIIe siècle, et ce pour une double raison : premièrement la proximité des cuisines, avec le débouché juste à l’entrée du grand escalier y conduisant ; deuxièmement l’aspect symbolique, puisque ces pièces auraient dû être octroyées à l’épouse du propriétaire, la table aurait donc été dressée sous le patronage de la maitresse de maison.

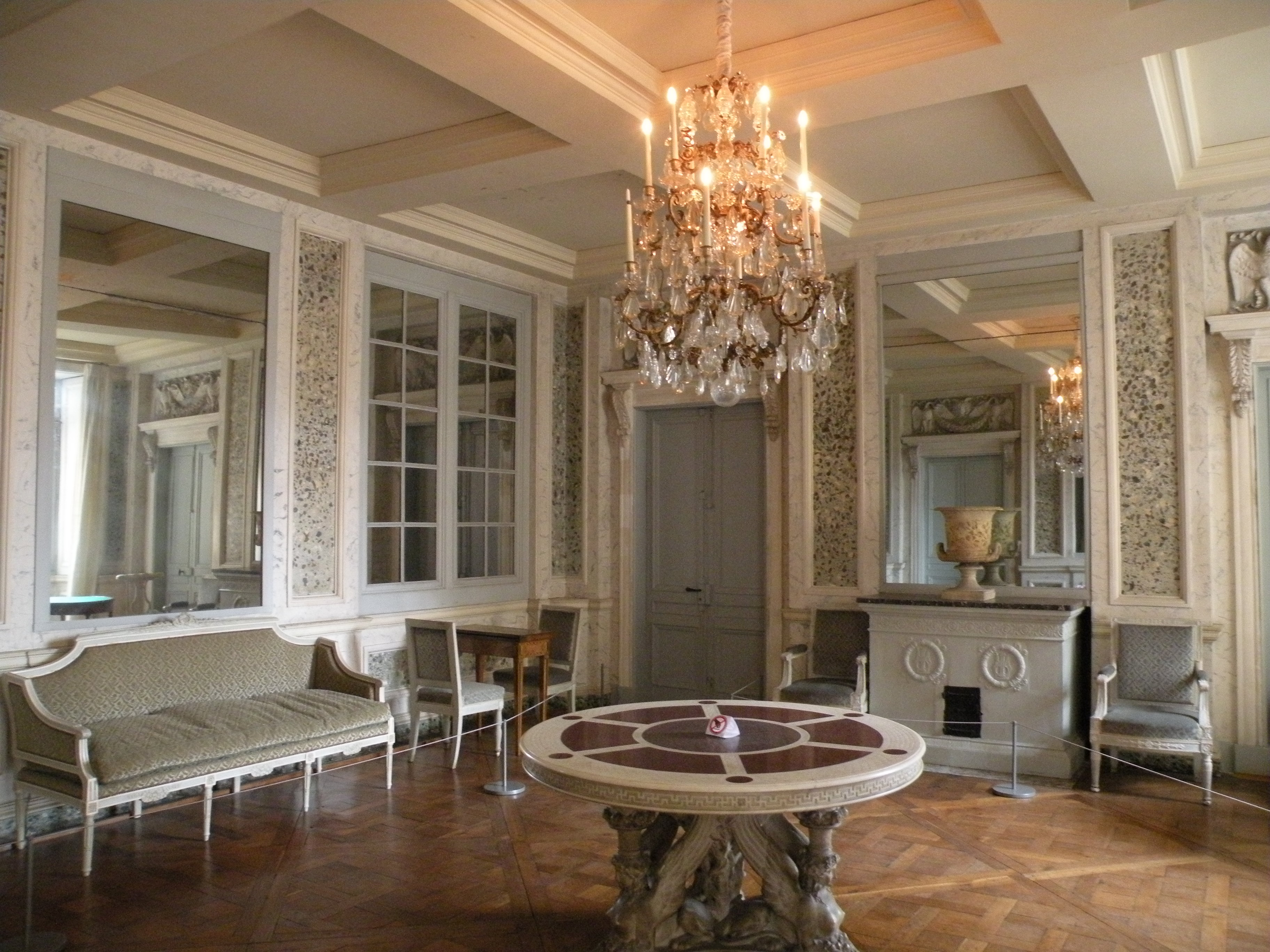
La salle de Stuc.

Aujourd’hui, cet appartement se compose de quatre pièces :
- le « salon des officiers » ou « salle des buffets » (qui remplace l’antichambre),

- la « grande salle à manger » ou « salle à manger d’été » (qui remplace la chambre de parade),

- la « salle des stucs » ou « salle à manger d’hiver » (qui remplace la petite chambre),

- et un boudoir (qui remplace les cabinets de toilette et de garde-robe).

La structure et la décoration de ces pièces ont été totalement réorganisées par François-Joseph Bélanger sur ordre du comte d’Artois. L’intervention de l’architecte, bien que tranchant radicalement avec le reste du château, a été relativement discrète et respectueuse du style général de l’édifice. En effet, Bélanger souhaitait conserver l'idée de blancheur du vestibule d'honneur et de l'escalier d'honneur, livrant un décor essentiellement minéral. La plupart de ces pièces sont ornées d’un décor plus ou moins abouti, en raison de l’interruption du chantier. La grande salle à manger est celle dont le décor est le plus achevé (certains éléments sont cependant en plâtre au lieu d’être en marbre, mais sont bel et bien présents). La grande majorité des éléments de décor ont été réalisés par le sculpteur Nicolas Lhuillier sur des dessins de Bélanger.

#### Appartement du premier étage droit dit «du maréchal Lannes»

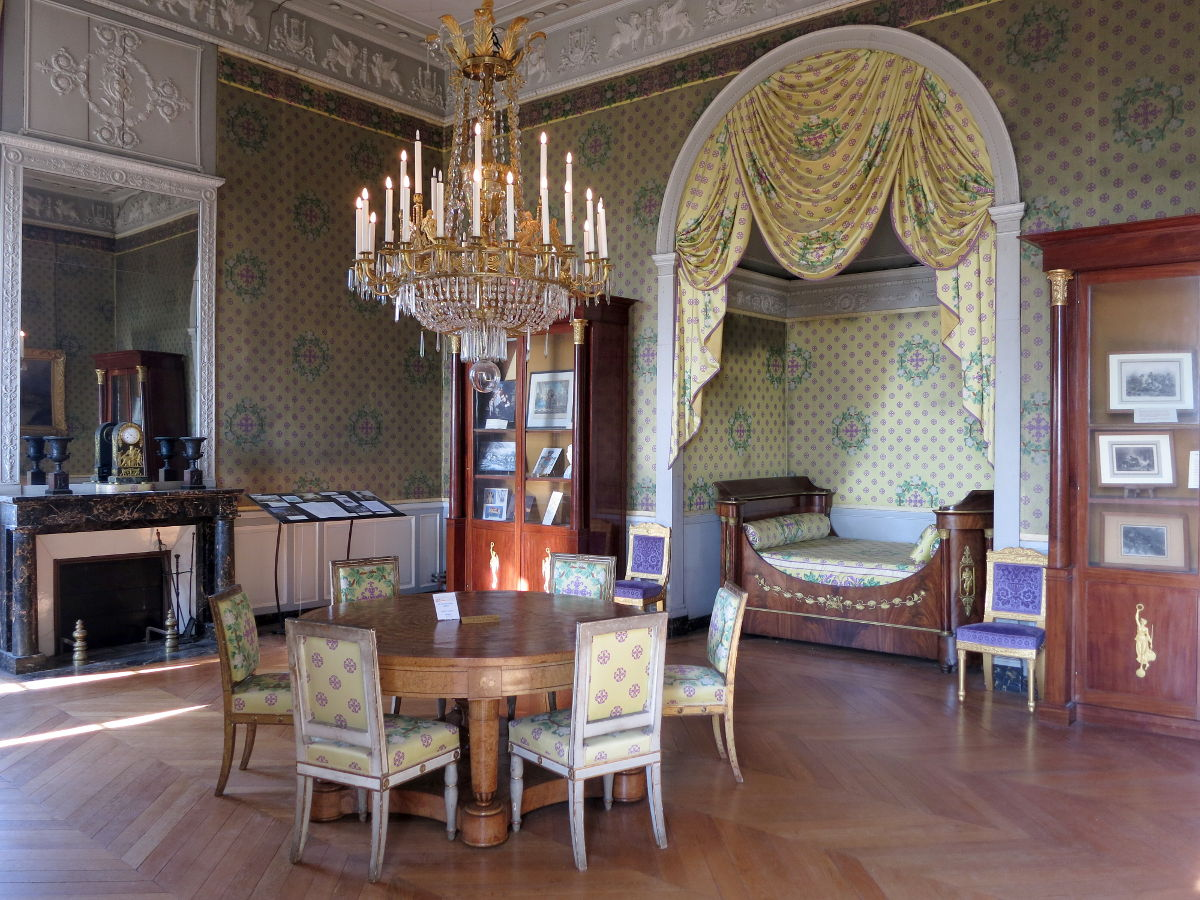
Vue de la chambre du maréchal Lannes.

L’appartement situé au premier étage à droite portait le nom « d’appartement de la Reine » en raison de son emplacement en face de celui du roi. Le nom actuel « des aigles » ou « du maréchal Lannes » est lié aux travaux engagés par ce dernier dans le but d’achever les travaux entamés par le comte d’Artois et laissés inachevés.
Aujourd’hui, cet appartement se compose d’un grand nombre de pièces, dont trois seulement sont ouvertes à la visite : un couloir d’entrée, une première chambre dite « de Jacques Laffitte » (qui divisent l'ancienne antichambre) et la chambre dite « du maréchal Lannes » (qui conserve le volume de l’ancienne chambre de parade). Les autres pièces, des chambres plus réduites et les usuels cabinets de toilettes et de garde-robe, servent à accueillir les bureaux de l’administration du château.
Le décor d'origine de cet appartement a été totalement perdu à la suite de l'incendie survenu en 1723. Le décor actuel, réalisé en bois peint et carton-plâtre, date du XIXe siècle.

#### Appartement du premier étage gauche dit «du Roi» ou «à l'italienne»

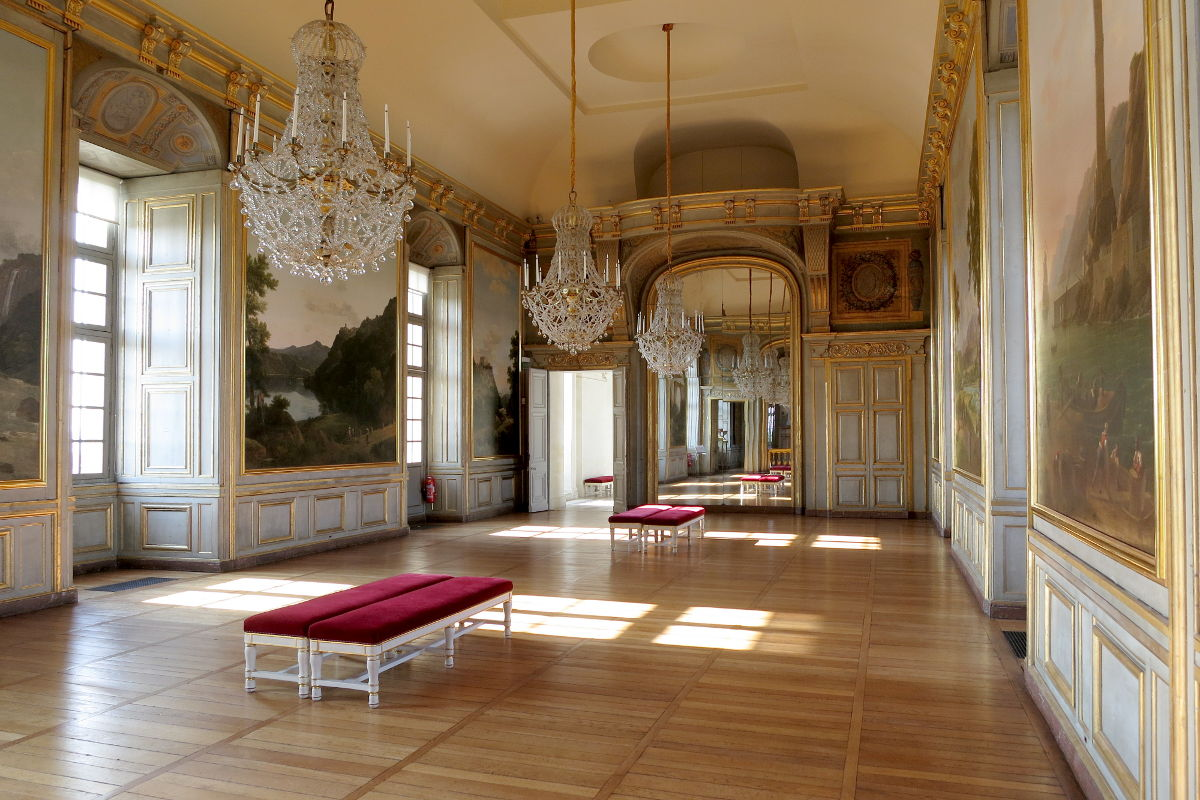
Vue de la salle des gardes aussi appelée salle de bal.

L’appartement situé au premier étage à gauche porte le nom « d’appartement du Roi », en raison de sa fonction. Il doit son second nom « d’appartement à l’italienne » en raison de son couvrement en coupoles et fausses voûtes et non en poutres et solives, dit « plafond à la française ». Cet appartement est avec l’appartement dit « de René de Longueil », situé juste en dessous, celui qui à le plus conservé son apparence d’origine. Cependant, comme dans le reste du château, les campagnes de travaux réalisés au cours du XIXe siècle ont laissé quelques traces, plus ou moins estompées par les campagnes de restauration.
La distribution de cet appartement, en raison de son statut particulier et de sa fonction, a toujours été différente de celle des trois autres appartements du château. Cette distribution a été bien mieux préservée que dans les autres parties du château. Ainsi cet appartement se compose de six pièces, toutes ouvertes à la visite : 
- une grande salle, dite « salle des gardes » ou « salle de bal » ;

- une antichambre, dite « salon d’Hercule » ;

- une grande chambre de parade ;

- un cabinet de toilette ;

- un grand cabinet, dit « cabinet à l’italienne »

- et un petit cabinet, dit « cabinet aux miroirs ».

Les pièces constituant cet appartement sont ornées de peintures, réalisées par Michel Corneille et son atelier, mais aussi de sculptures, réalisées par certains membres de l’atelier de Jacques Sarrazin comme Gilles Guérin.
- La grande salle était ornée à l’origine de grandes tapisseries, déposées lors de la Révolution française en même temps que les grilles du vestibule d’honneur. Aujourd’hui, les entre-fenêtres sont ornées de paysages d’Italie réalisés par les peintres Jean-Joseph-Xavier Bidauld et Jean-Victor Bertin et commandés par Jacques Laffitte.

- La cheminée de l’antichambre était à l’origine ornée d’un tableau copié sur une œuvre de Guido Reni, d’où le nom de « salon d’Hercule ». Ce tableau a été décroché en même temps que les tapisseries. Il a été remplacé au XIXe siècle par une copie du portrait de Louis XIV par Hyacinthe Rigaud.

- Le grand cabinet, dit « cabinet à l’italienne », a perdu son lambris du XVIIe siècle au profit d’un décor datant du XIXe siècle, mais a conservé sa coupole, dont le tambour est orné de couples de terme se tenant par la taille. Cette coupole préfigure dans son décor le grand salon du château de Vaux-le-Vicomte.

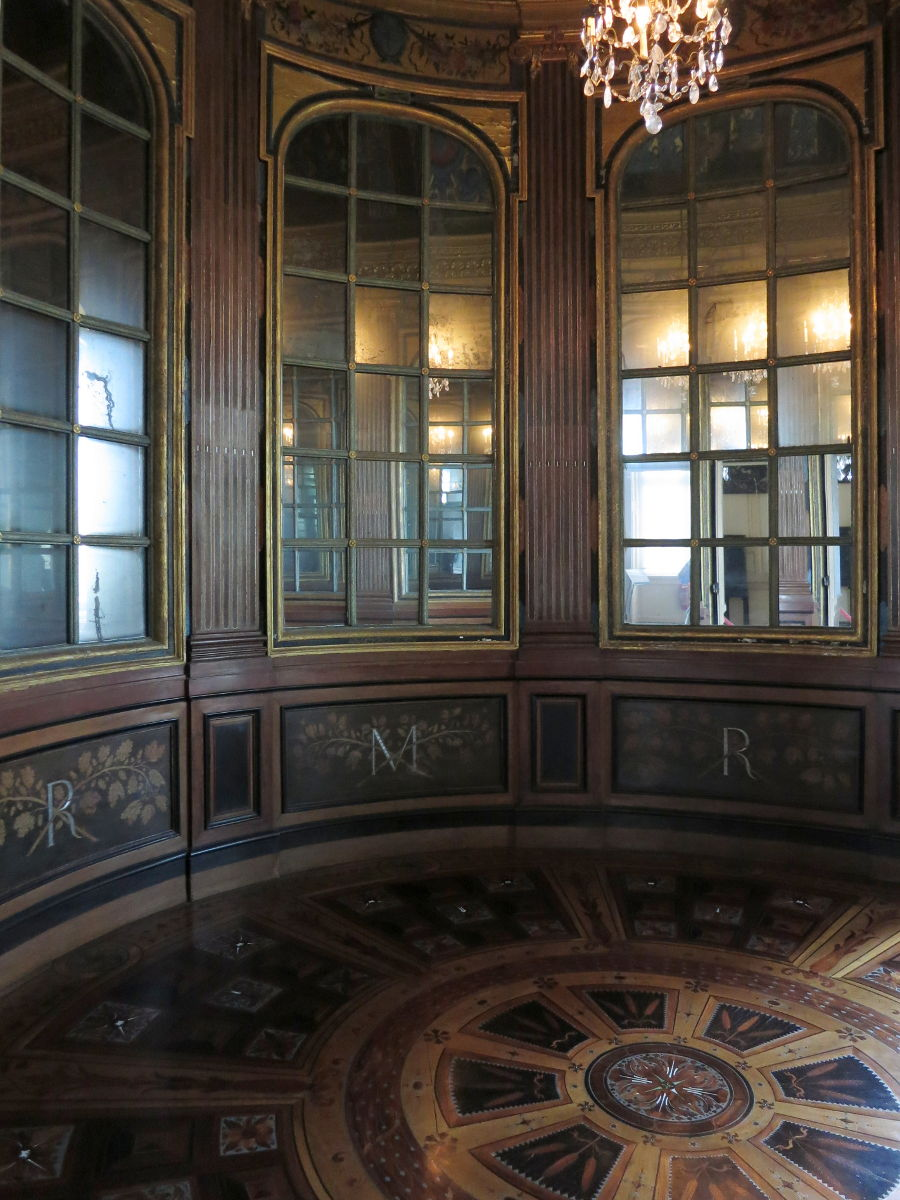
Vue du cabinet aux miroirs.

- Le petit cabinet, dit « cabinet aux miroirs », a conservé son parquet, ses lambris de marqueterie et ses glaces vénitiennes d’origine. Le parquet se compose d’un grand nombre de matériaux : une dizaine d’essences de bois précieux (dont certaines viennent d’Asie), mais aussi de l’étain, de l’os, de la nacre, de la malachite… La petite coupole est ornée de peintures, réalisées par Michel Corneille. L’ensemble crée un décor d’une grande richesse et d’un grand raffinement.

#### Petits appartements
Les appartements secondaires du château portent le nom de « petits appartements » en raison du statut de leurs occupants : des invités de second rang ou des serviteurs importants. Certains de ces espaces ont conservé leur apparence du XVIIe siècle, d'autres portent les marques de modification effectuées au cours des XIXe siècle et XXe siècle.
Il existe deux types de distribution pour ces petits appartements : des pièces en enfilades, dotées de petits espaces de rangement mais servant de passage pour les chambres suivantes; des appartements structurés comme ceux des étages inférieurs, dotés d'une antichambre, d'une chambre, d'un cabinet de toilette et d'une garde-robe.
Deux appartements sont actuellement ouverts à la visite : l'appartement de Voltaire et l'appartement de La Fayette.
L'appartement dit « de Voltaire » est celui qu'a occupé le futur philosophe lors de son séjour en 1723. Cette pièce unique, sans antichambre mais dotée de plusieurs petits cabinets et espaces de stockages, a perdu son décor d'origine à la suite de l’incendie ayant suivi de peu le départ de l'écrivain : seules les poutres ont survécu au désastre.
L'appartement dit « de La Fayette » est celui qu'occupa François Mansart lors du chantier de décoration du château, puis celui qu'occupa le héros de la guerre d’indépendance américaine, Gilbert du Motier de La Fayette, lors de son séjour à Maisons dans les années précédant la révolution de Juillet. Cet appartement est une réduction de ceux des étages inférieurs : il est doté d'une petite antichambre donnant sur un cabinet de toilette et sur la chambre à alcôve, laquelle donne accès ensuite à une garde-robe. L'ensemble a conservé ses lambris et son décor d'origine. Ces derniers montrent le statut privilégié de ces pièces au sein de ces espaces secondaires.

### Postérité
Le château de Maisons constitue un tournant dans l’histoire de l’architecture française. Il ouvre la période du classicisme architectural français et inspire les réalisations ultérieures comme le château de Vaux-le-Vicomte ou encore le château de Versailles.
Au XIXe siècle encore, la référence que constitue le château de Maisons n’est pas oubliée. André-Philippe-Alfred Régnier, 3e duc de Massa, commande en 1876 à Hippolyte Destailleur le château de Franconville, situé à Saint-Martin-du-Tertre dans le Val-d'Oise, qui est étroitement inspiré du château de Maisons.
En 2004 une copie du château a été inaugurée à trente kilomètres de Pékin au cœur d’un domaine de 300 hectares. L’édifice a nécessité un budget de 40 millions d’euros et l’intervention de mille ouvriers, sur trois ans de travaux. Il a été construit par le milliardaire chinois Zhang Yuchen et porte en son honneur le nom de Zhang-Laffitte. L’édifice est utilisé comme hôtel et centre de séminaire, mais le propriétaire a réservé pour son usage personnel plusieurs pièces. En 2006 un reportage lui a été consacré, diffusé par la chaîne France 3.

### Œuvres
Tableaux :

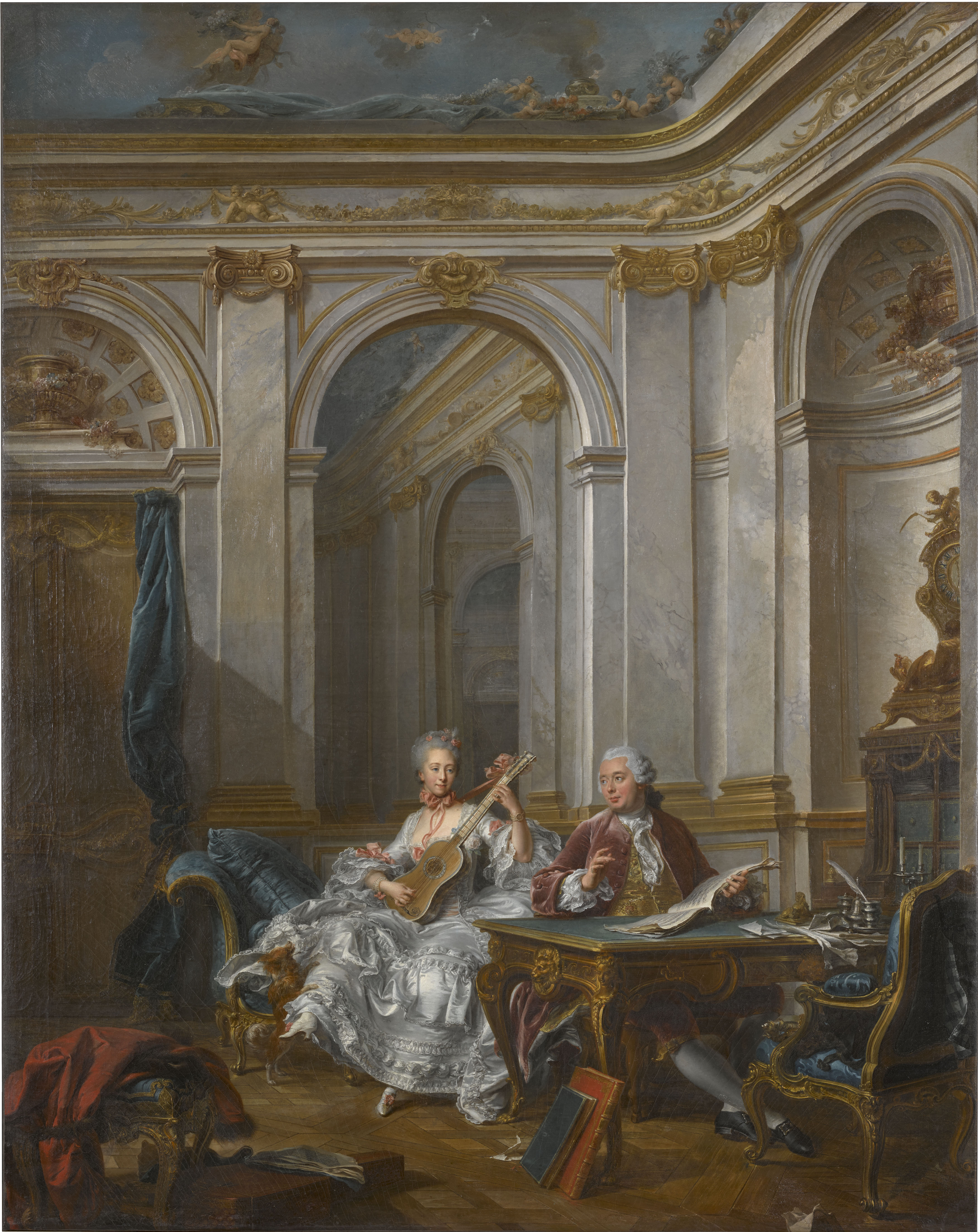
Portrait du marquis et de la marquise de Faventines jouant de la musique par Jean Valade.

- Samson et les philistins, tableau de Michel Corneille
- Le triomphe d'Hercule, tableau de Claude Vignon
- Le repas chez Simon le pharisien et Les marchands chassés du temple, tableau de Jean Jouvenet
- Les cascades de Tivoli, tableau d'Hubert Robert
- L'éruption du Vésuve, tableau de Pierre-Jacques Volaire
- Portrait du marquis et de la marquise de Faventines et Portrait de monsieur Carré de Candé et ses fils, tableaux de Jean Valade
- Alexandre domptant Bucéphale et  Vénus et Enée, tableaux de Nicolas-André Monsiau
- Portrait de Charles Philippe de France, tableau de Frédou
- Portrait de Charles Philippe, comte d'Artois, tableau de Louis-Michel van Loo
- Portrait de Charles Philippe, comte d'Artois, en exil, tableau de Henri-Pierre Danloux
- Descente d'Orphée aux enfers, tableau de Charles Boulanger de Boisfrémont
- Saint François d'Assise en prière, tableau anonyme, école espagnole
- Vierge à l'enfant, tableau anonyme, école française

Sculptures :
- Hercule et Omphale, médaillons en marbre blanc, ayant fait partie des collections des Longueil puis du comte d'Artois au château de Maisons

Mobilier :
- Chaise cannée réalisée par Georges Jacob, portant la marque du garde-meuble du comte d'Artois pour le château de Maisons
- Tabourets réalisés par Georges Jacob, portant la marque du garde-meuble du comte d'Artois pour le château de Maisons
- Bergère réalisée par Georges Jacob
- Armoire de style Néo-Boulle d'époque Second Empire
- Mobilier d'époque Empire, provenant du palais des Tuileries
- Mobilier d'époque Restauration, dit « mobilier aux dauphins »
- Table à jeu en marqueterie d'époque Restauration
- Cabinet en marqueterie du XVIe siècle, dit « cabinet de Créquy »

## Propriétaires illustres du château
- René de Longueil, 1er marquis de Maisons, surintendant des Finances, propriétaire entre 1640 et 1677.
- Jean-René de Longueil, son arrière petit-fils, marquis de Maisons, président à mortier au Parlement de Paris (1699-1731)
- Charles Philippe, comte d'Artois et futur roi de France sous le nom de Charles X, propriétaire entre 1777 et 1791.
- Jean Lannes, maréchal d'Empire et 1er duc de Montebello, propriétaire entre 1804 et 1809.
- Jacques Laffitte, banquier, ministre, propriétaire entre 1818 et 1844.
- Charles Xavier Thomas de Colmar, propriétaire entre 1852 et 1870.

## Cinéma et télévision
Le château a servi de lieu de tournage pour plusieurs films et téléfilms, notamment :
- 1962 : Le Masque de fer d'Henri Decoin[17]
- 1969 : D'Artagnan, feuilleton télévisé de Claude Barma[17]
- 1975 : Guerre et Amour de Woody Allen[17]
- 1981 : Signé Furax de Marc Simenon[17]
- 1988 : Les Liaisons dangereuses de Stephen Frears[17]
- 1989 : La Révolution française de Robert Enrico et Richard T. Heffron[17]
- 1994 : La Fille de d'Artagnan de Bertrand Tavernier[17]
- 1994 : La Reine Margot de Patrice Chéreau[17]
- 1996 : Ridicule de Patrice Leconte[17]
- 1996 : Surviving Picasso de James Ivory[17]
- 2000 : Vatel de Roland Joffé[17]
- 2004 : Milady téléfilm de Josée Dayan[17]
- 2007 : Jean de la Fontaine, le défi de Daniel Vigne[17]
- 2008 : Modern Love de Stéphane Kazandjian[17]
- 2009 : Louis XV, le Soleil noir téléfilm de Thierry Binisti[17]
- 2012 : Les Adieux à la reine de Benoît Jacquot[17]
- 2012 : Les Hommes de l'ombre série télévisée d'Emmanuel Daucé[17]
- 2013 : « Changer » clip de Maître Gims
- 2014 : Le Duc de Montmorency de David Cummings et Eric Cummings
- 2015 : Versailles série télévisée de Simon Mirren et David Wolstencroft[17]